# Associação Desportiva de Lousada
Die Associação Desportiva de Lousada (kurz: AD Lousada) ist ein 1948 gegründeter Sportverein aus dem portugiesischen Lousada, 30 km nordöstlich von Porto. In dem in Schwarz-Rot spielenden Verein wird Fußball und Hockey betrieben. AD Lousade benutzt die Sportanlagen des 3.000 Zuschauer fassende Estádio Municipal de Lousada im Norden der Stadt. Im portugiesischen Hockeyherrenbereich ist die AD Lousada der dominierende Club der 2010er-Jahre.

## Fußball
Die Fußballer spielen nach dem Abstieg aus der viertklassigen III Divisão im Ligabetrieb der Associação de Futebol do Porto.

### Trainer
- Carlos Secretário (2008–2009)

## Hockey
| Europapokalbilanz Herren Feld |                       |        |       |            |
| Jahr                          | Wettbewerb            | Niveau | Platz | Ort        |
| 1997                          | Cup Winners Challenge | 3      | 4     | Wien       |
| 2006                          | Cup Winners Challenge | 3      | 1     | Lousada    |
| 2008                          | Club Challenge II     | 4      | 3     | Zagreb     |
| 2009                          | Club Challenge II     | 4      | 6     | Lousada    |
| 2010                          | Club Challenge II     | 4      | 1     | Lousada    |
| 2011                          | Club Challenge        | 3      | 5     | Lousada    |
| 2012                          | Club Challenge        | 3      | dns   | Zagreb     |
| 2014                          | Club Challenge III    | 5      | 1     | Bratislava |
| 2015                          | Club Challenge II     | 4      | 1     | Lousada    |
| 2016                          | Club Challenge        | 3      | 3     | Wien       |
| 2017                          | Club Challenge        | 3      | 3     | Vinnitsa   |

Die Hockeyabteilung der AD Lousada wurde 1967 gegründet. Der Club ist einer von nur rund ein Dutzend Hockeyvereinen in der Federação Portuguesa de Hóquei. In Lousada existiert auch noch der Juventude HC. Seit 2003 nutzt AD Lousada einen Hockeykunstrasenplatz im Sportkomplex des Estádio Municipal de Lousada.
Das Herrenteam konnte seit 2008 jedes Jahr den nationalen Titel im Feldhockey erringen und steht mit insgesamt zehn Titeln an zweiter Stelle hinter dem Ramaldense Futebol Clube aus Porto mit 33 Meisterschaften. Hauptkonkurrent in Portugal ist momentan der CFU Lamas.
Bis 2016 konnte Lousada sich zehn Mal für Europapokalwettbewerbe qualifizieren, jedoch nur für die unterklassigen Challenges. Davon konnte der Club aber vier mit dem Titelgewinn abschließen. 2016 scheiterte AD Lousada bei der EuroHockey Club Challenge nur knapp am Aufstieg zur zweitklassigen Trophy als die entscheidende Partie gegen den belarussischen Vertreter SC Stroitel Brest mit 2:4 verloren ging.
Erfolge Herren
- EuroHockey Cup Winners Challenge: 2006
- EuroHockey Club Challenge II: 2010, 2015
- EuroHockey Club Challenge III: 2014
- Portugiesischer Feldhockeymeister: 1995, 1996, 2008, 2010, 2011, 2012, 2013, 2014, 2015, 2016
- Portugiesischer Feldhockeypokalsieger: 1996, 2005, 2013
- Portugiesischer Hallenhockeymeister: 2005, 2006, 2008, 2009, 2010, 2011, 2012, 2013, 2014, 2017

Kader Herren
| Nr. | Spieler          | Alter |  | Nr. | Spieler              | Alter |
| 2   | MENDONÇA Cesar   | 28    |  | 15  | PIRES Vitor          | 28    |
| 3   | SANTOS Bruno     | 34    |  | 17  | SANTOS Marco         | 29    |
| 6   | ALVES Pedro      | 32    |  | 23  | SOUSA Edgar (GK)     | 31    |
| 7   | GONÇALVES Helder | 23    |  | 24  | OLIVEIRA Nelson      | 31    |
| 8   | SANTOS Hugo (C)  | 37    |  | 26  | MARQUES Jose         | 18    |
| 10  | TEIXEIRA Ricardo | 20    |  | 28  | SANTOS Jose          | 19    |
| 12  | MOREIRA Diogo    | 27    |  | 31  | OLIVEIRA Rafael (GK) | 16    |
| 14  | ALMEIDA Carlos   | 19    |  |     |                      |       |

Erfolge Damen
- Portugiesischer Feldhockeymeister: 2008, 2009, 2011
- Portugiesischer Feldhockeypokalsieger: 2008, 2012, 2013
- Portugiesischer Hallenhockeymeister: 2008, 2009, 2014